# Йозеф Мюлер
Йозеф Мюлер (на немски: Joseph Müller) е германски римокатолик и противник на режима на Третия райх.

## Биография
Мюлер е роден в Залмюнстер, най-малкият от седемте деца на местния кантор и учител Дамиен Мюлер и съпругата му Августа. Той е доброволец в Първата световна война, но е сериозно ранен. След войната решава да стане проповедник - двама от братята му са ръкоположени католически свещеници. Следва теология в Университета в Мюнстер и продължава с брат си Оскар в Хилдесхайм. И двамата учат в семинарията в Хилдесхайм от 1921 г.
Мюлер започва своята църковна кариера като капелан в Дудерщат. През 1924 г. се присъединява към францисканския манастир във Фулда, но по-късно продължава да работи като капелан в Герден, Хановерш Мюнден, Целе и Волфенбютел. През 1931 г. той става свещеник в Бад Лаутерберг. От 1934 г. служи като свещеник в Зюплнинген, от октомври 1937 г. в Хайнинген. Поради влошеното си здраве служи в малката католическа енория на Грос Дюнген от 1 август 1943 г.
Макар и с крехко физическо състояние, Мюлер е известен като вдъхновяващ оратор, говорейки честно на своите проповеди. Той е посветен на духовното напътствие, особено на младите работници, според учението на Адолф Колпинг. След нацисткото изкачване на власт през 1933 г., младежката му работа трябва да се справи с нарастващите репресии от правителствените власти, а дейността му е наблюдавана от Гестапо.
Според документалния филм от 2007 г. Laughing with Hitler, Мюлер е арестуван, след като повтаря политическа шега за ранен войник на смъртното си легло, който иска да види хората, за които полага живота си. Сестрата поставя портрет на Хитлер от едната му страна – портрет на Гьоринг от другата страна. После изпъшква: – "Сега мога да умра като Исус Христос". Мюлер е разпитван и временно задържан на 6 септември 1943 г. под обвинение в сравняването на Хитлер и Гьоринг с двамата престъпници, разпънати заедно с Исус Христос.
Временно освободен, местни нацистки власти настойчиво призовават за повторно арестуване на 15 май 1944 г. и откарване в затвора в Берлин. Въпреки че е разпитван, той не разкрива кой му е казал шегата. Той е изправен пред Народна съдебна палата и осъден на смърт в съдебен процес на 28 юли 1944 г. Йозеф Мюлер е екзекутиран с гилотина в затвора Бранденбург-Гьорден на 11 септември.

## Почит
От края на Втората световна война всяка година по повод годишнината от смъртта на Мюлер, в бившата му енорийска църква в село Грос Дюнген камбаната бие. Пепелта му е прехвърлена в местното гробище през ноември 1945 г.
През май 2016 г. римокатолическата епархия в Хилдесхайм намира каузата му за мъченичество, като му дава титлата „Слуга на Бога“.